# Rotseitige Strumpfbandnatter
Die Rotseitige Strumpfbandnatter (Thamnophis sirtalis parietalis) gehört zu den 12 Unterarten von Thamnophis sirtalis.

## Merkmale
Sie zeichnet sich durch einen hellen, cremefarbenen Rücken- und Seitenstreifen und dazwischen ein bis zwei Reihen roter und schwarzer Flecken aus. Die roten Pigmente treten dabei besonders auch auf der Haut zwischen den Schuppen auf, so dass wohlgenährte oder frisch gefütterte Tiere deutlicher gefärbt erscheinen als normal. Die Rotanteile können sowohl von ziegel- bis dunkelrot als auch in ihrer Ausbreitung sehr stark variieren. Besonders dunkle Tiere mit nur kleinem Rotanteil stammen meist aus dem amerikanischen Norden (Kanada), helle Tiere mit mehr Rot als Schwarz eher aus dem Süden (Kansas). Seit einigen Jahren werden auch von dieser Unterart verschiedene Farbmutationen wie amelanistische, anerythristische und Rotseitenstrumpfbandnattern ohne rote Flecken nachgezüchtet. Obwohl bereits 1992 das erste amelanistische Tier gefunden wurde, dauerte es bis zum Anfang des 21. Jahrhunderts um diese Zuchtform reinerbig zu etablieren. Die ersten europäischen amelanistischen Nachzuchten wurden 2007 geboren. 
Weibchen werden bis zu 1,20 Meter lang. Männchen erreichen selten eine Länge von mehr als 80 cm.
Sie haben ein breites Nahrungsspektrum und fressen Fische, Nacktschnecken, Würmer, Amphibien, Mäuse und kleine Vögel.
Anders als die meisten Schlangen sind Strumpfbandnattern lebendgebärend (ovovivipar). Ein Wurf umfasst in der Regel fünf bis 20 Jungtiere, nur vereinzelt mehr als 50.

## Verbreitung
Das Verbreitungsgebiet der Rotseitigen Strumpfbandnatter erstreckt sich in den USA von der Ostküste British Columbias bis nach Oklahoma. Eine isolierte Population ist im Grenzgebiet der beiden kanadischen Provinzen Alberta und Saskatchewan, eine weitere im Norden von Mexiko zu finden.